# Drentse 8 van Dwingeloo 2007
La 1re édition du Drentse 8 van Dwingeloo  a lieu le 12 avril 2007. La course fait partie du calendrier international féminin UCI 2007 en catégorie 1.1. Elle est remportée par l'Allemande Regina Schleicher.

## Classements

### Classement final
| \| Classement général \| Classement général \| Classement général \| Classement général \| Classement général \| \| Coureur \| Coureur \| Pays \| Équipe \| Temps \| \| ------------------ \| ------------------ \| ------------------ \| -------------------------------- \| ------------------ \| \| 1re \| Regina Schleicher \| Allemagne \| Equipe Nürnberger Versicherung \| 3 h 12 min 19 s \| \| 2e \| Rochelle Gilmore \| Australie \| Menikini-Selle Italia-Gysko \| + 0 s \| \| 3e \| Giorgia Bronzini \| Italie \| Italie \| + 0 s \| \| 4e \| Joanne Kiesanowski \| Nouvelle-Zélande \| Raleigh Lifeforce Creation HB \| + 0 s \| \| 5e \| Suzanne de Goede \| Pays-Bas \| T-Mobile \| + 0 s \| \| 6e \| Monia Baccaille \| Italie \| Saccarelli EMU Marsciano \| + 0 s \| \| 7e \| Monica Holler \| Suède \| Bigla \| + 2 s \| \| 8e \| Brooke Miller \| États-Unis \| États-Unis \| + 2 s \| \| 9e \| Trixi Worrack \| Allemagne \| Equipe Nürnberger Versicherung \| + 2 s \| \| 10e \| Emma Johansson \| Suède \| Vlaanderen-Capri Sonne-T Interim \| + 2 s \| |                    |                  |                                  |                 |
| |                    |                  |                                  |                 |
| Source : Cycling Quotient |                    |                  |                                  |                 |
| Classement général |                    |                  |                                  |                 |
| Coureur | Coureur            | Pays             | Équipe                           | Temps           |
| 1re | Regina Schleicher  | Allemagne        | Equipe Nürnberger Versicherung   | 3 h 12 min 19 s |
| 2e | Rochelle Gilmore   | Australie        | Menikini-Selle Italia-Gysko      | + 0 s           |
| 3e | Giorgia Bronzini   | Italie           | Italie                           | + 0 s           |
| 4e | Joanne Kiesanowski | Nouvelle-Zélande | Raleigh Lifeforce Creation HB    | + 0 s           |
| 5e | Suzanne de Goede   | Pays-Bas         | T-Mobile                         | + 0 s           |
| 6e | Monia Baccaille    | Italie           | Saccarelli EMU Marsciano         | + 0 s           |
| 7e | Monica Holler      | Suède            | Bigla                            | + 2 s           |
| 8e | Brooke Miller      | États-Unis       | États-Unis                       | + 2 s           |
| 9e | Trixi Worrack      | Allemagne        | Equipe Nürnberger Versicherung   | + 2 s           |
| 10e | Emma Johansson     | Suède            | Vlaanderen-Capri Sonne-T Interim | + 2 s           |

### Points UCI
| Position           | 1er | 2e | 3e | 4e | 5e | 6e | 7e | 8e | 9e | 10e | 11e | 12e |
| Classement général | 80  | 56 | 32 | 24 | 20 | 16 | 12 | 8  | 7  | 6   | 5   | 3   |